# Vicente Romano
Vicente Romano Garcia (* 1935; † 14. Juni 2014) war ein spanischer Medienwissenschaftler und Experte im Bereich Kommunikation, der in umfangreicher Arbeit die Beziehungen zwischen Kultur, Kommunikation und Bewusstsein in den Bereichen Soziologie, Bildung, sozialen Leistungen und Funktionen, Gesellschaftsentwicklung und Interkulturalität analysierte.

## Leben
Vicente Romano studierte Informationswissenschaften und promovierte an der Universität Complutense Madrid. Im weiteren Studienverlauf wurde er an der Universität Münster (Deutschland) in sozialer Kommunikation cum laude promoviert.
Er wirkte als Universitätslehrer und Forscher in Deutschland, Frankreich, den Vereinigten Staaten, Kanada, Brasilien und Spanien. In Spanien bekleidete er einen Lehrstuhl an der Fakultät für Soziologie IV der Complutense Universität von Madrid und war ordentlicher Professor für Kommunikation an der Universität Sevilla, wo er 2005 in den Ruhestand ging. In seinen letzten Jahren leitete er die mit der Kommunistischen Partei Spaniens (PCE) verbundene Abteilung Wirtschaft und Kultur der Stiftung für marxistische Forschung (FIM).
Er war Autor von 15 Werken und Mitautor von 11 weiteren, sowie dreizehn Kapiteln in Sammelwerken, 21 Einführungen, 130 Artikeln in spanischen und internationalen Fachzeitschriften, Referent von mehr als 100 Vorträgen und Präsentationen bei nationalen und internationalen Konferenzen und Seminaren.

## Werke
Zu seinen wichtigsten Werken gehören:
- José Ortega y Gasset, publicista (1976),
- El tiempo y el espacio en la comunicación - La razón pervertida (1998),
- Estampas  (2004) (spanisch),
- Ecología de la comunicación (2004),
- La intoxicación lingüística - El uso perverso de la lengua (2007) (portugiesisch) und
- Sociogénesis de las brujas - El origen de la discriminación de la mujer (2007)[3].

Einen hohen Popularitätsgrad errang seine pädagogische Arbeit
- La formación de la mentalidad sumisa (1993) (spanisch).
  - Venezolanische Onlineausgabe aus 2006 als PDF-Datei
  - Beitrag über seine Buchvorstellung in Caracas